# Зомбији 2
Зомбији 2 (енгл. Zombies 2) амерички филмски мјузикл из 2020. године. Режију потписује Пол Хун, по сценарију Дејвида Лајта и Џозефа Раса. Наставак је филма Зомбији (2018), а прати људе и зомбије, који покушавају да коегтистирају заједно, док им се сада придружују и вукодлаци.
Disney Channel је приказао филм 14. фебруара 2020. године у САД, односно 8. маја у Србији. Наставак и последњи филм у франшизи, Зомбији 3, приказан је 2022. године.

## Радња
Зед и Адисон су се вратили у средњу школу у Сибруку, где, након револуционарне претходне године, настављају да усмеравају своју школу и заједницу ка јединству. Али долазак нове групе аутсајдера — мистериозних вукодлака — прети да уздрма новонастали мир, те изазива раздор у љубави Зеда и Адисон.

## Улоге
| Глумац            | Улога   |
| ----------------- | ------- |
| Мајло Манхајм     | Зед     |
| Мег Донели        | Адисон  |
| Тревор Торђман    | Баки    |
| Кајли Расел       | Елајза  |
| Карла Џефри       | Бри     |
| Чандлер Кини      | Вила    |
| Пирс Јоза         | Вајат   |
| Аријел Мартин     | Винтер  |
| Кингстон Фостер   | Зои     |
| Џејмс Годфри      | Бонзо   |
| Наоми Сникус      | гђа. Ли |
| Тони Напо         | Зевон   |
| Џасмин Рене Томас | Стејси  |
| Емилија Макарти   | Лејси   |
| Ноа Зулфикар      | Кевин   |
| Пол Хопкинс       | Дејл    |
| Мари Ворд         | Миси    |
| Џона Лангдон      | тренер  |